# Mes tantes et moi
Pour plus de détails, voir Fiche technique et Distribution.
Mes tantes et moi est un film français réalisé par Yvan Noé, sorti en 1937.

## Synopsis
Trois « vieilles filles » portent leur attention très étroite sur leur neveu, dans sa première phase d'adulte. Éloi, handicapé par sa timidité se comporte de façon un peu gauche. Il tombe sous l'influence malheureuse d'un couple d'aigrefins. L'amour d'une jolie femme blonde va le sauver de cet embarras.

## Fiche technique
- Titre : Mes tantes et moi
- Réalisation : Yvan Noé, assisté de Jean Faurez
- Scénaristes : Jean Guignebert, Yvan Noé
- Directeurs de la photographie : Nicolas Hayer et Marcel Villet
- Monteur : Isa Elmann
- Compositeur : Jane Bos
- Producteur : Simon Schiffrin
- Société de production : Flag Films
- Pays d'origine :  France
- Format :  Son mono  - Noir et blanc  - 1,37:1
- Genre : Comédie
- Durée : 90 minutes
- Date de sortie : 5 février 1937 en (France)

## Distribution
- René Lefèvre : Éloi
- Marguerite Moreno : Tante Adèle
- Maximilienne : Tante Julie
- Alice Tissot : Tante Lucie
- Michèle Morgan : Michèle
- Jacqueline Francell : Lisette
- Félicien Tramel : Jolibois
- Pierrette Caillol : Monette
- Assia Granatouroff : Simone
- Peggy Bonny : la soubrette
- Jacques Deluard : Fredo
- Maurice Monnier : Robert
- Pierre Huchet
- Paul Asselin : le greffier
- Pierre Moreno